# Гурвич, Семён Исаакович
Семён Исаакович Гурвич (3 июля 1923, Ростов-на-Дону — 20 октября 2004, Ростов-на-Дону) — Герой Советского Союза, заместитель командира эскадрильи 431-го штурмового авиационного полка (299-я штурмовая авиационная дивизия, 16-я воздушная армия, 1-й Белорусский фронт), лейтенант.

## Биография
Родился 3 июля 1923 года в Ростове-на-Дону в семье рабочего, еврей. В дальнейшем с семьёй переехал в Воронеж. В 1939 году окончил рабфак при Воронежском химико-технологическом институте и аэроклуб.
В Красной Армии с 1940 года. В 1942 году окончил Балашовскую военную авиационную школу пилотов, получив звание младшего лейтенанта. Участник Великой Отечественной войны с марта 1943 года. Воевал на Центральном, Белорусском и 1-м Белорусском фронтах. Боевое крещение получил в июле 1943 года на Курской дуге. По 2-3 раза в день вылетал на самолёте «Ил-2» на штурмовку вражеских войск, приобретая при этом боевой опыт.
В середине июля 1943 года Гурвич в составе группы из четырёх самолётов штурмовал немецкую артиллерию и пехоту в районе Поныри, где противник ещё продолжал наступление. Группа была атакована истребителями «Фокке-вульф». Гурвич сбил один истребитель, но его самолёт также был подбит. Перетянув с повреждённым двигателем через линию фронта, он посадил самолёт на фюзеляж в расположении наших войск. С переходом советских войск в наступление Гурвич участвовал в боях по освобождению Брянской области, а затем Белоруссии. Ему было присвоено звание лейтенанта, он стал командиром звена. Водил на штурмовку по 4-6 самолётов.
29 ноября 1943 года в районе Жлобина, несмотря на сильный зенитный огонь противника, с группой самолётов уничтожил паровоз, 30 вагонов с военным грузом и склад боеприпасов, отбил 7 атак истребителей. Во время боёв по освобождению Гомеля во главе группы штурмовиков, преодолев сильный зенитный огонь, подавил на западном берегу реки Сож вражеские артиллерийские и миномётные батареи, обеспечив форсирование реки стрелковыми частями. В ходе дальнейшего наступления к Днепру Гурвич с двумя звеньями штурмовиков в течение трёх заходов с помощью бомб, ракет, пушечно-пулемётного огня уничтожал танки, колонны автомашин с пехотой противника и его артиллерию, которые выдвигались для занятия обороны. К концу Минской операции имел на своем счету 114 успешных боевых вылетов, за что был представлен к званию Героя Советского Союза.
Из наградного листа:

Лейтенант Гурвич прибыл в полк в октябре 1942 года молодым, только что окончившим Балашовскую военно-авиационную школу летчиком. Дисциплинированностью, выдержанностью, летным и боевым мастерством, проявленным с первых дней боевой работы, Гурвич заслужил большой авторитет и любовь всего личного состава.

За год непрерывной боевой работы на фронте Отечественной войны в составе 431 штурмового авиационного полка Гурвич вырос из рядового летчика в тактически грамотного, опытного командира подразделения.

Боевая работа Гурвича характеризуется решимостью и честным выполнением любого порученного задания, умением нанести неожиданный, эффективный удар по цели и способностью ценою собственной жизни защитить товарища в бою.

За время боевой работы с 5.07.1943 по 1.07.1944 года произвел на самолёте Ил-2 114 успешных боевых вылетов на различных участках Центрального и Белорусского фронтов, в результате которых лично уничтожил: 19 танков, 95 автомашин, 2 паровоза, 10 железнодорожных вагонов, 3 железнодорожные цистерны с горючим, 1 речной пароход, подавил огонь 26 орудий полевой артиллерии, 17 зенитных орудий, 10 минометных батарей, взорвал 4 склада боеприпасов, 3 склада горючего, разрушил 2 переправы и уничтожил 750 человек живой силы противника.

За время боевой работы участвовал в 14 воздушных боях с истребителями противника, в которых лично сбил 1 самолёт и в группе — 2 самолёта противника. За это время три раза был сбит и только благодаря выдержке и летному мастерству приземлялся, едва перетянув линию фронта. 12 раз приводил подбитый, плохо управляемый самолёт на свой аэродром, десятки раз успешно выполнял боевые задания в качестве ведущего групп в сложных метеоусловиях при видимости 1 — 1,5 км в сплошном снегопаде.

С начала боевой работы штурмовики, ведомые лейтенантом Гурвичем, уничтожали живую силу и технику врага в районах Поныри, Малоархангельск, Кромы в Орловской операции, разрушали оборонительные сооружения и уничтожали полевую артиллерию в боях за Севск, действовали по коммуникациям и уничтожали живую силу и технику противника в районах Конотоп, Бахмач, Нежин. Бомбардировочно-штурмовыми ударами разрушали береговые укрепления и уничтожали подходящие резервы противника у районах Новгород-Северский, Дымер, Лоев, Гомель, Жлобин, Бобруйск, чем способствовали нашим наземным войскам успешно форсировать реки Десна (приток Днепра), Сож, Днепр, Припять и Березина.

За высокую эффективность бомбардировочно-штурмовых ударов и боевое мастерство Гурвичу и его ведомым передали несколько благодарностей прикрываемые наземные войска, восхищаясь боевыми подвигами штурмовиков группы Гурвича.

За образцовое выполнение боевых заданий и боевые подвиги награждён пятью боевыми орденами СССР. Пятым орденом награждён за 92 успешных боевых вылета. После этого произвел ещё 22 успешных боевых вылета на Ковельском и Бобруйском участках фронта, в результате которых уничтожил 2 танка. 37 автомашин, 1 паровоз, 5 орудий полевой артиллерии, 4 орудия зенитной артиллерии, 5 железнодорожных вагонов, 2 минометных батареи, взорвал 1 крупный склад боеприпасов, уничтожил свыше 100 человек живой силы противника.
Героизм, мужество и отвагу проявил при выполнении боевых заданий:
- 9 июля 1943 года за день произвел 2 боевых вылета в район Малоархангельск (Орловская область) — Широкое Болото, где при ураганном огне зенитной артиллерии производил по 3 — 4 захода на скопление танков. В результате бомбами ПТАБ за этот день лично уничтожил 4 крупных танка. В районе цели участвовал в этот день в двух воздушных боях с группами по 14 — 15 самолётов ФВ-190 и Ме-109. Группой из 12 Ил-2 сбито 6 самолётов противника. Отстав от группы ввиду повреждения самолёта, один вел бой с двумя ФВ-190, из которых один был сбит его воздушным стрелком. Самолёт, ввиду неуправляемости, посадил на линии фронта.
- 11 июля 1943 года, выполняя задание в дождь при видимости 1 км, обнаружил большое скопление танков в районе Протасово. В результате удачных атак группой из 7 Ил-2 уничтожено 9 танков, 15 автомашин, до 100 человек живой силы. За высокую эффективность штурмовки командиром дивизии всем участникам группы объявлена благодарность.
- 29 ноября 1943 года, выполняя боевое задание в составе группы из 10 самолётов Ил-2 в районе станции Жлобин, при сильном противодействии зенитной артиллерии противника произведено 4 захода на цель, в результате чего уничтожено 30 железнодорожных вагонов с грузами, 1 паровоз, взорван склад боеприпасов. В районе цели группа завязала воздушный бой с 6 самолётами Ме-109 и 9 самолётами Ю-88. В бою Гурвич, защищая самолёт ведущего, отбил 7 атак истребителей и дал возможность ведущему сбить 1 самолёт Ю-88. Огнем зенитной артиллерии и истребителей на самолёте Гурвича были повреждены оба элерона, стабилизатор и рули глубины. Плохо управляемый самолёт, имевший 5 попаданий снарядов и много пулевых пробоин, привел и мастерски посадил на свой аэродром.
- 15 декабря 1943 года, выполняя задание в составе группы из 9 Ил-2 в районе Жлобин, Гурвич прицельно сброшенными бомбами подавил огонь зенитной батареи. В районе цели самолёт ведущего — командира полка Плохова был атакован двумя самолётами ФВ-190. Заметив это, Гурвич развернул свой самолёт и ввязался в бой. 4 раза вражеские истребители атаковали самолёт ведущего, и все 4 раза их атаки отбивал, мастерски владея подбитым самолётом, лейтенант Гурвич. Не сумев сбить ведущего, истребители атаковали отставший подбитый самолёт Гурвича, но, мастерски используя манёвр и огонь, он вышел из боя победителем. Самолёт с отбитой половиной руля глубины, поврежденными элеронами и шасси, дотянул до своего аэродрома и посадил на фюзеляж.
- 3 апреля 1944 года за день 3 раза водил группы по 6 — 7 самолётов Ил-2 в район Тужиск, где при сильном противодействии зенитной артиллерии группой уничтожено 4 танка, 1 батарея полевой артиллерии и свыше 70 человек живой силы противника. В воздушном бою с 15 самолётами ФВ-190 сбит 1 самолёт противника.
- 25 июня 1944 года за день 4 раза водил группы по 7 — 8 самолётов Ил-2 в район Глуск — Ротмировичи. В результате уничтожено 40 автомашин, железнодорожный эшелон до 80 вагонов, батарея полевой артиллерии, свыше 200 человек живой силы противника.
- 27 июня 1944 года водил группу из 4 самолётов Ил-2 на уничтожение окруженной группировки противника в район юго-восточнее Бобруйска. Штурмовкой уничтожено 20 автомашин и до 100 человек живой силы противника.

За самоотверженное выполнение боевых заданий, героизм, мужество и отвагу достоин высшей правительственной награды — присвоения звания «Герой Советского Союза».
Командир 431 штурмового авиационного полка подполковник Плохов

3 июля 1944 года
— 
В ходе одного из последующих вылетов, несмотря на сильный зенитный огонь, точным бомбометанием разрушил мост в Речице, лишив противника возможности подвозить резервы на восточный берег Днепра. За это был награждён орденом Красного Знамени.

Могила Гурвича на Северном кладбище Ростова-на-Дону.

Летом 1944 года Гурвич участвовал в нанесении воздушных ударов при освобождении Бобруйска. Он стал заместителем командира эскадрильи.
25 июня 1944 года в районе Глуска в составе группы уничтожил 40 автомашин, железнодорожный эшелон, батарею полевой артиллерии, более 200 гитлеровцев. В дальнейшем участвовал в боях на Брестском направлении.
С июля 1943 года по июль 1944 года совершил 114 боевых вылетов на штурмовку укреплений противника. Уничтожил 19 вражеских танков, 40 орудий, 95 автомашин, паровоз, 30 вагонов с грузом, несколько зенитных батарей, много живой силы противника. Сбил один вражеский истребитель лично и два — в группе.
В дальнейшем он участвовал в боях по освобождению Польши, при форсировании Одера.
26 апреля 1945 года штурман 431-го штурмового авиационного полка капитан С. И. Гурвич водил группу из 24-х самолётов «Ил-2» на штурмовку противника в Берлине.

Памятная доска в Ростове-на-Дону

После войны продолжал служить в Военно-Воздушных силах. В 1955 году окончил Военно-Воздушную академию. С 1966 года полковник С. И. Гурвич — в запасе.
Жил в Ростове-на-Дону. Работал администратором спортивного манежа. Заслуженный тренер РСФСР по стендовой стрельбе.
Умер 20 октября 2004 года. Похоронен на аллее Героев Северного кладбища.
Его дочь — Лариса (Гурвич) Цуранова — врач, Заслуженный мастер спорта СССР, многократная чемпионка и рекордсменка мира, Европы и СССР по стендовой стрельбе.

## Награды
- Указом Президиума Верховного Совета СССР от 26 октября 1944 года за образцовое выполнение боевых заданий командования на фронте борьбы с немецко-фашистскими захватчиками и проявленные при этом мужество и героизм, лейтенанту Гурвичу Семёну Исааковичу присвоено звание героя Советского Союза с вручением ордена Ленина и медали «Золотая Звезда» (№ 3111).
- Также награждён, четырьмя орденами Красного Знамени, орденом Александра Невского, двумя орденами Отечественной войны 1-й степени, двумя орденами Красной Звезды, медалями.

- Медаль «Золотая Звезда» Героя Советского Союза № 3111 (26.10.1944).[2]
- Орден Ленина (26.10.1944).[2]
- Орден Красной Звезды (14.08.1943)[3]
- Орден Отечественной войны I степени (20.12.1943)[4]
- Орден Красного Знамени (18.03.1944)[5]
- Орден Красного Знамени (14.04.1944)[6]
- Орден Александра Невского (18.09.1944)[7]
- Орден Красного Знамени (16.06.1945)[8]
- многими медалями